# الحاجة الحمونية
فاطمة الكوط المعروفة فنيا باسم الحمونية ثم الحاجة الحمونية بعد أداءها مناسك الحج (ولدت في منطقة الشياظمة التابعة لإقليم الصويرة، جهة مراكش تانسيفت الحوز عام 1937 ـ توفيت في 2 يوليو 2013 في آسفي) مغنية مغربية، رائدة في الموسيقى الشعبية بالمغرب، لقبت «سفيرة فن موسيقى العيطة»، وتربعت على عرش الأغنية الشعبية المغربية رفقة الشيخات مثل الحاجة الحمداوية وفاطنة بنت الحسين وغيرهن خلال عصرها الذهبي على مدى عدة عقود. كما عرفت بصلابتها وشخصيتها القوية.

## طفولتها وحياتها الخاصة
ولدت الحامونية قبل سنتين من الحرب العالمية الثانية سنة 1937 بدوار حامون في منطقة الشياظمة التابعة لإقليم الصويرة، جهة مراكش تانسيفت الحوز بالمغرب، حيث عاشت طفولتها قبل أن تتزوج من ابن عمها وتقيم معه في مدينة الصويرة. ليقع الطلاق بينهما بعد سنوات ماآضطرها إلى النزوح إلى مدينة أسفي حيث التقت زوجها الثاني ومعلمها الشيخ الجيلالي العبوشي.

## مسيرتها الفنية
بعد طلاقها رحلت الحامونية إلى مدينة أسفي حيث آلتحقت بفرقة أحد رواد العيطة بمنطقة عبدة وعازف الكمان الشيخ الجيلالي العبوشي المعروف بالجيلالي الرحماني نسبة إلى مسقط رأسه، حيث تعرفت على معلمتها الأولى الشيخة عبوش الهداوية التي كونتها ولقنتها جل أصول فن العيطة. أسست بعد زواجها من الشيخ الجيلالي فرقتها الخاصة والتي ضمت الشيخ الكاوي والشيختين المعاشية والسعدية واستمرت معها أكثر من أربعين سنة،
وخلال مسيرتها المهنية برعت الحاجة الحامونية في أداء فن العيوط الشعبية بمختلف مشاربها، من عيوط أسفي المحلية مثل (كبة الخيل، خربوشة ،رجاني في العالي) إلى عيوط سطات المعروفة بالقيبالي مثل (الشاليني وجناب سطات )، وعيوط الدار البيضاء مثل (ماشتو الغزال ، الحداويات ، اللي بغا حبيبو)، كما امتازت دون غيرها بأداء قصائد وبراول الشياظمة قليلة التداول في أوساط الأشياخ لصعوبة رفودها (أي مأخذها)، إضافة إلى نبوغها في المقطوعات المستحدثة من الغناء الشعبي. وقد أثرت الحامونية إحياء المناسبات الوطنية والحفلات الخاصة لدى كبار الشخصيات والمسؤولين في الدولة حيث المكافات المجزية على الطواف بالمواسم والدواوير.
رغم العروض والإغراأت التي تلقتها خلال الستينات والسبعينات لم تسجل الحاجة الحامونية أغانيها وحفلاتها في أشرطة مما أدى إلى تفوق زميلاتها مثل الشيخة فاطنة بنت الحسين، لكنها سرعان ماحاولت تدارك الأمر في السنوات الأخيرة مسجلة ثلاثة أشرطة دفعة واحدة مع شركة (صوت الجمال)، كما عوضت خسارتها في التأخر عن التسجيل الصوتي بالظهور المبكر والمتواصل على شاشة التلفزيون.

## وفاتها
توفيت الحامونية يوم 2 يوليو 2013، في أحد مستشفيات مدينة الدارالبيضاء عن سن يناهز 76 سنة، متأثرة بمرض الربو الذي لازمها مطولا، ودفنت بمدينة آسفي

## أعمالها
- ڭولو يزيد ما بغاي يزيد
- عيطة كبت الخيل
- تكبات الخيل
- انا دامي
- المرساوي
- لما جيتي الحال يجيبك[7]
- مال حبيبي مالو عليا
- اللي بغا حبيبو
- بويا لغليمي
- التعريضة
- لما جيتي الحال يجيبك
- تعالى يا حبيبي
- اش بيدي نعمل
- الله يا سيدي
- راه ديتو
- ما شتو لغزال

### برامج
- نغموتاي (برنامج)[8]